# Klanění tří králů (Dürer, 1504)
Klanění tří králů je obraz malíře Albrechta Dürera (1471–1528). Obraz si objednal saský kurfiřt Fridrich III. Saský pro oltář kostela Všech svatých, zvaného také Schlosskirche, ve Wittenbergu. Dílo je považováno za jedno z Dürerových nejlepších a nejdůležitějších z období mezi jeho první a druhou cestou do Itálie (1494–5 a 1505).

## Popis obrazu
Dílo skromné co do velikosti, pouze něco přes metr široké, nicméně má velký význam v Dürerově tvorbě a v dějinách umění. Před namalováním obrazu spočívaly Dürerovy úspěchy hlavně v jeho kariéře grafika nebo v jeho autoportrétu. Dürer v Klanění tří králů používá jemnou rovnováhu severního a italského stylu. Heinrich Wölfflin označil toto dílo za „první zcela přehledný obraz v dějinách německého umění“.
V běžném evropském pojetí motivu uctívání či klanění tří králů (Adoration of the Magi) je běžnou konvencí prezentovat třetího krále jako postavu s tmavou pletí. V Dürerově kompozici tato postava dominuje pravé části obrazu a vyvažuje tak skupinu dalších čtyř postav vlevo (uspořádaných do pyramidové struktury). Malíř záměrně zdůrazňuje rozdíl. Je to klíčový prvek na obraze, protože divákovo oko je přitahováno ke třetímu králi, a následně je pohled veden po celé scéně. Rozdíl mezi postavami je zvýrazněn i členěním prostoru. Černý král stojí vně skupiny postav, obklopen spíše přírodou než architektonickými prvky, které jsou v pozadí ostatních figur.
Na Dürerově díle je také zajímavý druhý král. Dürer je známý autoportréty, a jeho tvář je vskutku rozeznatelná ve zpodobnění tváře druhého krále. Má Dürerův vous a dlouhé zlaté vlasy. To je zásadní rozdíl v díle Albrechta Dürera oproti jiným umělcům. Jeho podoba je dále zvýrazněna vysokou postavou druhého krále a umělcovým slavným monogramem na kameni v popředí. Není ovšem nic neobvyklého v těchto kompozicích zobrazit jednoho z mágů jako portrét skutečné osoby. Je to tradice, trochu diplomacie a poukázání na dynastický obřad. Je to stejná konvence na obrazech uctívání jako zobrazení třetího mága jako černou postavu. Dürer zdůrazňuje svou konstrukci kompozice pomocí tradičních i imaginovaných stylistických detailů. Přesto je obraz vysoce kvalitní a velmi podrobný. Představuje jemnou stylistickou rovnováhu jako důsledek Dürerových let strávených cestováním a studiem teorie. 

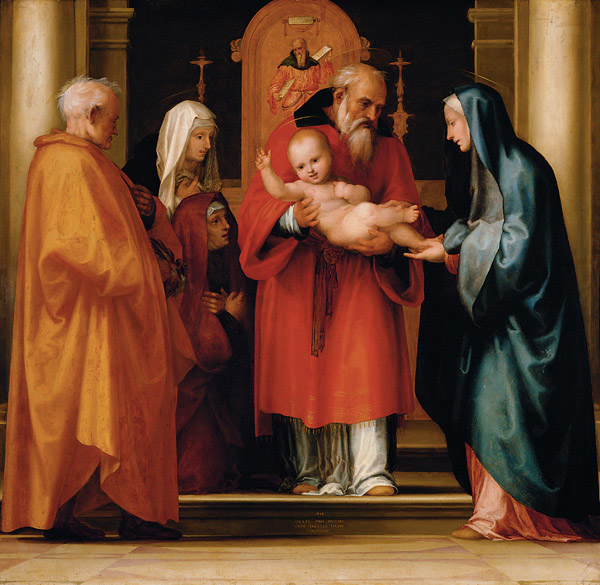
Fra Bartolomeo, Vítání Krista v chrámu

## Historie
V roce 1603 saský vévoda a kurfiřt Kristián II. Saský daroval obraz císaři Svaté říše římské Rudolfu II. V císařské sbírce ve Vídni zůstal až do roku 1792, kdy jej Luigi Lanzi, ředitel Gallerie degli Uffizi, získal výměnou za obraz Fra Bartolomea Vítání Krista v chrámu.

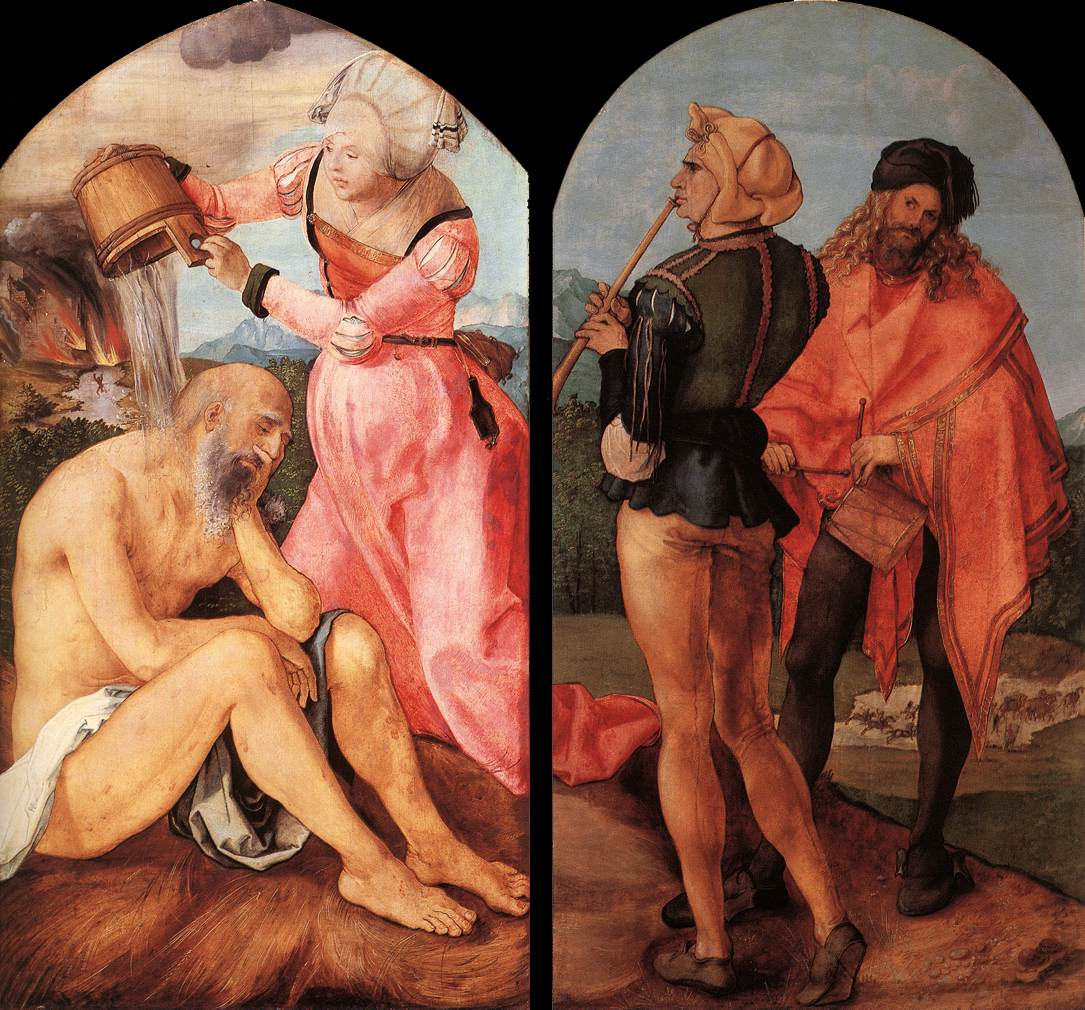
Albrecht Dürer, oltářní obraz Jabach Altarpiece, olej na dřevě, rok 1504, z triptychu se dochovaly jen postranní panely

Podobně jako pozdější antverpské obrazy „Klanění“, Dürer buduje složení kompozice fúzí stylistické inkluzivity kombinující severní naturalismus s italskou renesancí použitím perspektivy, ideálních proporcí a barev. Lze zde najít čistě červenou, zelenou a modrou barvu a jasně zlaté prvky osvětlující bohatství a exotiku objektů v obrazovém prostoru. Klade důraz na exotické prvky, které připomínají obrazy kabinetů kuriozit, kterými se v práci inspiroval. Obrazy uctívání často fungovaly jako připomenutí mysticismu a také bohatství. Obrazy stávaly na domácích trezorech či pokladnách. Pozoruhodný příklad takového detailu v kompozici je cizí sluha černého mága, jehož turban připomíná Turka. Exotika a bohatství se také odráží na detailech oděvů králů a na jejich špercích a ozdobách. 
Obraz byl dokončen ve stejném roce jako jeho slavná rytina Adam a Eva (1504). Dürer včleňuje stylistické prvky z jeho konstrukce postavy Adama do druhého a třetího mága. Ve vykreslení černého krále použil Dürer figurálního kontrastu se zvláštním upřesněním anatomie nohou a polohy chodidel. Druhý mág si půjčuje Adamův sestupný pohled a idealizovaný normativní profil.
Klíčovou součástí kompozice je její prostorová a strukturální formace, která je přesně popsána pomocí perspektivy. V pozadí se vytvářejí architektonické oblouky, včetně některých, které jsou rozbité a některé, které jsou pro oko pozorovatele viditelné jen částečně. Tím malíř zabránil tomu aby struktura byla ve složení trvale definována, což přírodě umožňuje organizovat i rozlehlost obrazového prostoru. Dürerovy rozsáhlé dovednosti jsou také zužitkovány v jemnějších detailech, včetně zvířat ve stájích, jakož i rostlin, které jsou rozptýleny po spodní a horní části obrazu.
Dürerova malířská tvorba nebyla tak kritizována jako jeho grafická díla. Kvůli jeho geografické poloze a dovednostem v jiných uměleckých oborech jsou Dürerovy obrazy pokládány za kvalitativně horší v porovnání s jeho tisky a kresbami.

## Názor historiků
Někteří historici umění navrhují, že tento obraz mohl být plánován jako ústředním panel oltářního obrazu „Jabach Altarpiece“. Dva panely, jeden ve Frankfurtu a jeden v Kolíně nad Rýnem, představující příběh utrpení proroka Jóba mají stejné rozměry a byly vytvořeny ve stejné době jako Klanění tří králů. Někteří znalci, včetně Erwina Panofského, uvádějí, že tyto tři obrazy mohly být určeny k vytvoření triptychu s Klaněním jako jeho středem. 
Po celou dobu své kariéry vytvořil Dürer dvě díla, která s tímto obrazem přímo souvisejí, přinejmenším v námětu. Existuje studie postavy muže afrického typu z roku 1508, Portrait of an African. Mohla by to být studie k pozdějšímu obrazu Klanění tří králů.

### Poznámka
1. ↑  Oltářní obraz známý jako Jabach Altarpiece je olej na desce z lipového dřeva od německého renesančního umělce Albrechta Dürera z roku 1503–1504. Původně triptych, nyní jsou zachovány pouze boční panely. Pravý panel o rozměrech 96 × 54 cm je umístěn v Kolínském muzeu Wallraf-Richartz; levý o rozměrech 96 × 51 cm je umístěn ve Frankfurtu nad Mohanem. Obraz je pojmenován po jednom ze svých majitelů, Everhardu Jabachovi, v jehož rodinné kapli visel ještě na konci 18. století, než byl triptych rozdělen. Triptych měl zobrazovat utrpení Joba.V tomto článku byl použit překlad textu z článku Jabach Altarpiece na anglické Wikipedii.